# 荒滝山
荒滝山（あらたきさん）は、山口県宇部市東吉部に位置する山である。

## 概要
山名は、南側を流れる犬ケ迫川にかかる大滝に由来する。標高459mで、宇部市最高峰となっている。吉部富士の別名がある。山頂は眺望が開けており、晴天時には西は関門海峡、東は周防灘まで一望できる。
砂岩や頁岩、チャートから構成され、斜面の傾斜は40°近い。山頂付近には巨岩や奇岩が多い。
山頂付近には、明治天皇の像や、江戸時代の狼煙場の跡が残っている。明治天皇の像については、1925年（大正14年）に銅像が建立されたが、戦後盗難に遭ったため1958年（昭和33年）に陶像で再建された。狼煙については、南の須恵刈屋（山陽小野田市の竜王山）と、北の絵堂村（美祢市美東町の権現山）を中継したという。また、大内氏の重臣であった内藤隆春の築いた荒滝山城の跡がある。

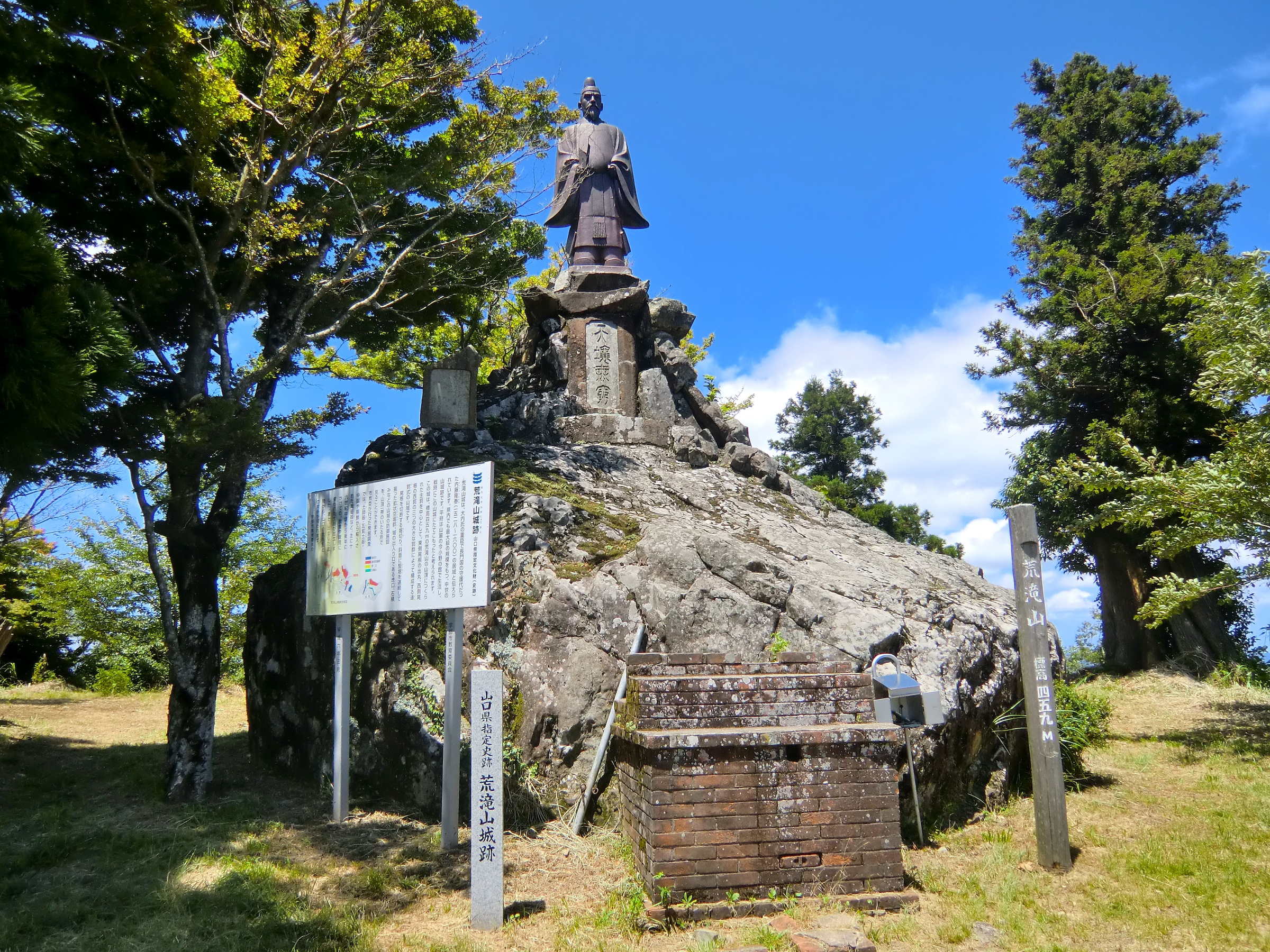
山頂にある狼煙場跡と明治天皇像
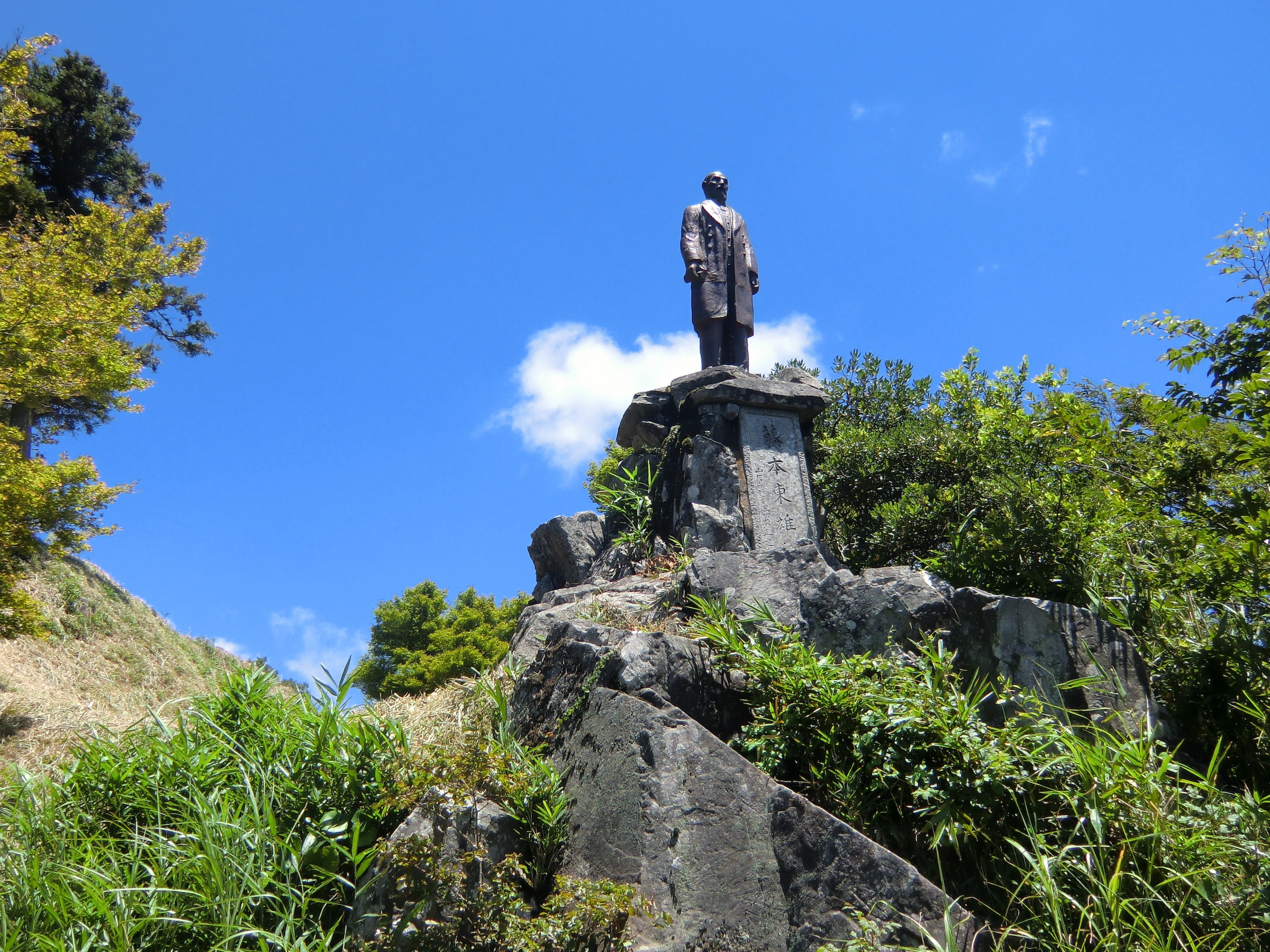
山頂付近にある旧吉部村長・藤本東雄の像

## 周辺の主な山
| 山容       | 名称     | 標高 (m) | 所在地         | 荒滝山との 距離(km) | 備考                    |
| ---------- | -------- | -------- | -------------- | ------------------- | ----------------------- |
| 画像募集中 | 花尾山   | 669.1    | 長門市・美祢市 | 16.1                | 中国百名山              |
|            | 桂木山   | 701.6    | 美祢市秋芳町   | 16.9                | 美祢市最高峰            |
|            | 如意ヶ岳 | 545.4    | 美祢市秋芳町   | 15.5                |                         |
|            | 東鳳翩山 | 734.2    | 山口市         | 15.5                | 新日本百名山 中国百名山 |
|            | 西鳳翩山 | 741.9    | 山口市         | 12.2                |                         |
|            | 龍護峰   | 425.5    | 美祢市秋芳町   | 9                   | 秋吉台最高地点          |
|            | 日ノ岳   | 458.6    | 美祢市伊佐町   | 1.4                 |                         |
|            | 桜山     | 456      | 美祢市伊佐町   | 7.4                 |                         |
|            | 雁飛山   | 580.3    | 美祢市於福町   | 14                  |                         |
|            | 平原岳   | 395.1    | 宇部市         | 6.6                 |                         |
|            | 禅定寺山 | 392.2    | 山口市         | 8.7                 |                         |
|            | 霜降山   | 250.2    | 宇部市         | 15.7                |                         |